# Vuolep Njakajaure
Vuolep Njakajaure är en sjö i Kiruna kommun i Lappland och ingår i Torneälvens huvudavrinningsområde. Sjön har en area på 0,127 kvadratkilometer och ligger 407 meter över havet. Vuolep Njakajaure ligger i Abisko Natura 2000-område.

## Delavrinningsområde
Vuolep Njakajaure ingår i det delavrinningsområde (758722-162202) som SMHI kallar för Inloppet i Torneträsk. Medelhöjden är 626 meter över havet och ytan är 20,92 kvadratkilometer. Räknas de 29 avrinningsområdena uppströms in blir den ackumulerade arean 564,75 kvadratkilometer. Avrinningsområdets utflöde Torneälven (Kamajåkka) mynnar i havet. Avrinningsområdet består mestadels av skog (50 procent) och kalfjäll (45 procent). Avrinningsområdet har 0,13 kvadratkilometer vattenytor vilket ger det en sjöprocent på 0,6 procent. Bebyggelsen i området täcker en yta av 0,14 kvadratkilometer eller 1 procent av avrinningsområdet.